# I novellini
I novellini  (The Associates) è una serie televisiva statunitense in 13 episodi di cui 9 trasmessi per la prima volta nel corso di una sola stagione dal 1979 al 1980 (durante la prima televisiva sulla ABC la serie fu annullata dopo nove episodi). In Italia, la serie fu trasmessa all'inizio del 1982 dall'allora neonata Rete 4.
È una sitcom  incentrata sulle vicende di un piccolo gruppo di giovani avvocati alle prime armi che lavorano nello studio legale Bass & Marshall di Wall Street.

## Personaggi e interpreti
- Emerson Marshall (13 episodi, 1979-1980), interpretato da Wilfrid Hyde-White.
- Tucker Kerwin (13 episodi, 1979-1980), interpretato da	Martin Short.
- Leslie Dunn (13 episodi, 1979-1980), interpretata da Alley Mills.
- Eliot Streeter (13 episodi, 1979-1980), interpretato da Joe Regalbuto.
- Sara James (13 episodi, 1979-1980), interpretata da Shelley Smith.
- Johnny Danko (13 episodi, 1979-1980), interpretato da Tim Thomerson.

### Guest star
Tra le  guest star: John Ritter, Stuart Margolin, Lee Wallace, Pamela Toll, Richard Brestoff, Louisa Moritz, K.C. Martel, Ian Praiser, Maggie Cooper, Meg Wyllie, John Getz, Madelyn Cates, Sandra McCabe, Adrienne Hampton, Heath Kaye, Paul Lieber, Juanin Clay, Ivan Šarić, Michael McManus, Woody Eney, Michael Currie, Andonia Katsaros, Deborah Aston, Ted Scott, Jack Gilford, David Knapp, Cloris Leachman, Georgia Engel, Tommy McLoughlin, William Prince.

## Produzione
La serie, ideata da James L. Brooks, Stan Daniels, Charlie Hauck e Ed Weinberger (autori di Taxi), fu prodotta da John-Charles-Walters Productions e Paramount Television e girata negli studios della Paramount a Hollywood in California. Le musiche furono composte da Craig Safan e Albert Brooks (quest'ultimo compone anche il tema musicale The Wall Street Blues, cantato da B.B. King).

### Registi
Tra i registi sono accreditati:
- Tony Mordente in 6 episodi (1979-1980)
- James Burrows in 4 episodi (1979-1980)
- Charlotte Brown in 2 episodi (1980)

### Sceneggiatori
Tra gli sceneggiatori sono accreditati:
- James L. Brooks in 13 episodi (1979-1980)
- Stan Daniels in 13 episodi (1979-1980)
- Charlie Hauck in 13 episodi (1979-1980)
- Michael Leeson in 13 episodi (1979-1980)
- John Jay Osborn Jr. in 13 episodi (1979-1980)
- Ed. Weinberger in 13 episodi (1979-1980)
- David Lloyd in 7 episodi (1979-1980)
- Earl Pomerantz in 2 episodi (1979-1980)
- Rich Reinhart in 2 episodi (1980)

## Distribuzione
La serie fu trasmessa negli Stati Uniti dal 23 settembre 1979 al 17 aprile 1980 sulla rete televisiva ABC. In Italia è stata trasmessa con il titolo I novellini.

## Episodi
| Stagione       | Episodi | Prima TV USA |
| -------------- | ------- | ------------ |
| Prima stagione | 13      | 1979-1980    |